# فرانسوا كريستوف دي كيلرمان
فرانسوا كريستوف دي كيلرمان هو عسكري وسياسي فرنسي، ولد في 28 مايو 1735 في ستراسبورغ في فرنسا، وتوفي في 23 سبتمبر 1820 في باريس في فرنسا.

## مناصب
- انتخب Military governor of Strasbourg ‏.
- انتخب Peer of France ‏.
- انتخب member of the Sénat conservateur ‏.
- انتخب Pair of France ‏.